# نیم‌چیپ
نیم‌چیپ (به انگلیسی: Namecheap) شرکت ثبت‌نام ICANN معتبری است که خدمات در زمینه ثبت نام دامنه را ارائه می‌دهد و همچنین نام‌های دامنه‌ای را برای فروش ارائه می‌دهد که برای افراد ثالث ثبت‌شده (این خدمت با نام پس‌بازار دامنه شناخته می‌شود). این شرکت همچنین یک شرکت میزبان وب است که در شهر فینیکس در ایالت آریزونا قرار دارد. این شرکت ادعا می‌کند که بیش از ۱۰ میلیون دامنه را مدیریت می‌کند.
همچنین این شرکت فعالیت‌هایی در اروپا نیز دارد.

## تاریخچه
نیم‌چیپ توسط ریچارد کیرکندال در سال ۲۰۰۰ تأسیس شد.
در نوامبر ۲۰۱۰، این شرکت به عنوان بهترین ثبت نام دامنه در یک نظرسنجی Lifehacker رای داده شد. دوباره در سپتامبر ۲۰۱۲ به عنوان «محبوب‌ترین ثبت‌نام کننده دامنه» در رای‌گیری Lifehacker رای داده شد.
نیم‌چیپ در مارس ۲۰۱۳ اعلام کرد که زین‌پس، بیت‌کوین به عنوان درگاه پرداخت پذیرفته خواهد شد.
در فوریه ۲۰۲۲، نیمچیپ اعلام کرد که به دلیل حمله روسیه به اوکراین، با استناد به جنایات جنگی و نقض حقوق بشر، خدمات را به حساب‌های روسی خاتمه می‌دهند. به کاربران موجود یک دوره یک هفته ای برای جابجایی دامنه‌های خود مهلت داده شد. این شرکت همچنین اعلام کرد که می‌تواند ثبت نام دامنه ناشناس و میزبانی وب را به کلیه وب سایت‌های اعتراض و ضد جنگ در روسیه یا بلاروس ارائه دهد.

## حمایت از بی‌طرفی اینترنت
نیم‌چیپ حامی بی‌طرفی اینترنت است و بیش از ۳۰۰٬۰۰۰ دلار در سال‌های اخیر به بنیاد Electronic Frontier و بنیاد مبارزه برای آینده برای حمایت از حقوق و آزادی اینترنت اهدا کرده‌است.